# Johanna Hald
Brita Margareta Johanna Hald, född Larsson 20 juli 1945 i Stockholm, är en svensk regissör, manusförfattare och stillbildsfotograf.

## Filmmanus
- 1986 – Älska mej
- 1990 – Black Jack
- 1992 – Lotta på Bråkmakargatan[1]
- 1993 – Lotta flyttar hemifrån
- 1996 – Kalle Blomkvist – Mästerdetektiven lever farligt
- 1998 – Under solen
- 2001 – Sprängaren
- 2003 – Paradiset

## Regi
- 1979 - Elin och Valborg
- 1989 - Hoppa högst
- 1990 - Pelle flyttar till Komfusenbo
- 1992 – Lotta på Bråkmakargatan
- 1993 – Lotta flyttar hemifrån